# Gente en la isla
Gente en la isla es una novela del poeta y escritor chileno Rubén Azócar, publicada en 1938 por Zig-Zag. La obra, ambientada en el archipiélago de Chiloé, ha sido celebrada por retratar las vidas, paisajes y costumbres chilotas. 
La novela se desarrolla en Chonchi y sus alrededores durante las primeras décadas del siglo xx, y se centra en la vida, pasiones, conflictos y desgracias que viven Antonio Andrade y su hijo Lorenzo, como también en los diversos personajes que son parte de Chonchi. 
Azócar escribió Gente en la isla —la que sería su única novela publicada— luego de su paso como profesor de castellano en el Liceo de Ancud durante la década de 1920, tiempo en que se enamoró de su estudiante Lavinia Andrade, oriunda de Chonchi, con quien posteriormente se casó en 1928. La novela fue, por lo general, bien recibida por la crítica. En 1938 ganó el Concurso de Novelas de Zig-Zag, y al año siguiente obtuvo el Premio Municipal de Literatura de Santiago en la categoría «Mejor novela». 
De manera más matizada, el escritor Miguel Serrano la considera una adaptación local de la novela rusa, pero que falló en lograr su identificación con la población local. Ello lo justifica a partir de un viaje realizado a finales de la década de 1930, donde señala haber sido testigo de cómo muchos chilotes consideraban que la novela se limitada a reforzar los peores defectos de su pueblo. En una línea parecida, Renato Cárdenas la considera una novela "escrita en Chiloé" pero no necesariamente chilota en términos de su identidad cultural.
Desde su publicación, la novela ha sido reeditada en numerosas ocasiones, incluyendo ediciones en países como Argentina, Cuba y México. de igual manera, ha sido valorada por la crítica literaria chilena en el tiempo, particularmente por ser un testimonio histórico del modo de vida de los habitantes de Chiloé.